# Aleksije II. Trapezuntski
Aleksije II. Megas Komnen ili Aleksije II. (Grčka, 1282. – 3. svibnja 1330.), bio je car Trapezunta od 1297. do 1330. Bio je stariji sin Ivana II. I Eudokije Palaiologina. 
Aleksije se pokazao kao vješt i energičan vladar, pod čijom je vlašću Trapezuntsko carstvo doseglo vrhunac svog napretka. Odbio je napade Turaka i na odgovarajući način odradio napade Genove i Venecije. Kultivirao je i umjetnost i znanost na svom dvoru posluživši kao zaštitnik bizantskog astronoma Gregorija Choniadesa i učenjaka Konstantina Loukitesa.

## Život
Na prijestolje je stupio u dobi od 14 godina nakon smrti svog oca. Došao je pod skrb svog ujaka, bizantskog cara Andronika II. Paleologa. Potonji ga je želio oženiti kćeri visokog dvorskog dužnosnika Nikephorosa Choumnosa, ali je Aleksije je bez traženja oko 1300. dopuštenja oženio gruzijsku princezu Djiadjak Jaqeli, kćer Mandaturukhutsesija Beke I. Jaqelija, koji je bio atabeg Samtskhea, Adjare, Shavshetija (Şavşat), Klarjetija, Taoa, Kole (Göle) i Artaanija (Ardahan). Andronik je apelirao na Crkvu da poništi brak, ali patrijarh je to odbio, s obrazloženjem da je mladićeva supruga već izvijestila da je trudna. Aleksijeva majka Eudokia, koja se sada vratila u Trapezunt pod izgovorom da je natjerala sina da raskine brak, savjetovala ga je da zadrži svoju ženu.:str. 32
Godine 1301. ili 1302. pobijedio je turkomansku invaziju, koja je nakon osvajanja provincije Halibije prodrla duboko u teritorij Trapezunta da bi srušila Kerasous (današnji Giresun), drugi najvažniji grad Carstva. Aleksije je zarobio njihovog generala i sagradio utvrdu s pogledom na more kako bi osigurao svoj posjed grada.:str. 33.
Drugi problem bili su Đenovljani, koji su praktički uspostavili gospodarski monopol na području Crnog mora nakon Nimfskog sporazuma s Mihaelom VIII. Paleologom 1261. godine. Njihovo je naselje preraslo Daphnous, obalno predgrađe istočno od Trapezunta, pa su denovski trgovci zahtijevali više prostora, te odbijali dozvoliti carskim carinskim službenicima da pregledaju njihovu robu dok im se zahtjevi ne usvoje. Nakon što je Aleksije 1306. odbio zahtjeve Đenovljana za daljnjim ustupcima, oni su zaprijetili da će u potpunosti napustiti Trabzon. Kad su odbili njegov zahtjev za carinu na bilo koju robu koju su uzeli sa sobom iz Trabzona, Aleksije je naredio svojim gruzijskim plaćenicima da ih napadnu. Iako su careve trupe bile uspješne, Đenovljani su zapalili predgrađe Trabzona i oštetili velik dio vlastite imovine i imovine građana. Na kraju su dvije strane sklopile mir, potvrđen sporazumom iz 1314. i drugim iz 1316. godine.:str. 33–35.
To nije potpuno okončalo napetosti između Đenovljana i trapezuntskog cara. On je 1319. godine sklopio ugovor s Mlečanima, glavnim suparnicima Genove, dodijelivši im iste privilegije kao Đenovljani sve dok su plaćali pristojbu.:str. 38. Bizantolog Donald Nicols primijetio je da su Aleksije, kao i njegovi nasljednici, "bolje iskoristili strance nego njihovi kolege u Carigradu, jer talijanski trgovci u Trapezuntu nisu smjeli trgovati bez plaćanja poreza".
Problemi za Carstvo su došali i od gusara Emirata Sinop, čiji ciljevi su bili kršćanski trgovci, uključujući Genovežane. Gusari su čak zapalili i sam Trapezunt (1319.); kako bi zaštitio svoj narod od ovih pljačkaša, Akeksije je 1324. godine izgradio morske zidove za gradsku luku. Već je desetljeće ranije bio organizirao policijske snage koje su noću čuvale grad.:str. 39.
Kao i njegov otac prije njega, Aleksije II..je također bio meta papinih nastojanja da pređe u katolicizam.:str. 39. Pismo je poslao Ivan XXII 1329., ali pet mjeseci kasnije; 3. svibnja 1330. car je umro od bubonske kuge, nakon vladavine od 33 godine, a prijestolje je prešlo na najstarijeg sina Andronika. Dva su djela napisano na temu careve smrti ostala sačuvana: pogrebni govor njegovih protonotara i protovestijara, Konstantin Loukites ; i kasniju eulogiju Josipa, mitropolita Trapezunta (rođen kao Ivan Lazaropoulos).:str. 41.

## Kovanice
U vrijeme Aleksijeve vladavine, pepelnice koje su izdali trapezuntski carevi bili su značajno modificirani po izgledu i težini, što je možda najznačajnija promjena učinjena na ovom novčiću, koji je u suprotnom imao nekoliko promjena između prvog izdanja i kraja carstva. U vrijeme njegove vladavine, sadržaj srebrne boje u novčićima smanjen je za 15%, ali su i stojeće slike cara na prednjoj strani i svetog Eugenija na reversu zamijenjene slikama obojice na konju.  Jan Olof Rosenqvist pruža dokaze da je ovaj motiv konja postao uobičajen na kovanicama u crnomorskom području, počevši od kovanja bugarskog kralja Konstantina Asena prije generacije. Priznaje kako nije jasno postoji li "neka povezanost s viteškim idealima koji u ovom trenutku prevladavaju u zapadnoj Europi". Motiv konja nepromijenjen se pojavljivao na kovanicama svih narednih vladara sve do pada Trapezunta 1461. godine. 

## Obitelj
Poznato je da je Aleksije imao najmanje šestero djece i da ima barem jednu ženu Djiadjak Jaqeli. To su:
1. Andronik III., car Trebizonda 1330–1332.
2. Bazilije, car Trebizonda 1332–1340.
3. Mihael Anachoutlou, kojeg je 1330. godine ubio njegov brat Andronikos III.[10]
4. Georgije Achpougas, kojeg je 1330. ubio njegov brat Andronikos III.
5. Anna Anachoutlou, redovnica, postala je carica Trebizonda 1341–1342.
6. Eudokia, također poznata kao Despoina od Sinopa nakon udaje za emira tom gradu.

Predloženo je još jedno dijete: 
1. Neimenovana kći, koja je možda ulu hatun i presbyterissa imenovana u grčkom epitafu kod Erzincana koja je umrla 28. prosinca 1342.[11]

Međutim, Penelope Vougiouklaki, pišući za internetsku stranicu Enciklopedija helenskog svijeta: Mala Azija, ustvrdila je da je Aleksije imao tri supruge: Pekai, kćer Bekvu Jaqeli, s kojom je imao Andronika, Basila i Eudokiu; kći Anachoutlou, vladarica naroda Laza, s kojom je imao Mihaela Anachoutloua i Anu Anachoutlou; i "inače nepoznate Sargale", s kojom je imao George Achpougas.

## Vanjske poveznice
- Vougiouklaki Penelope, "Alexios II Grand Komnenos", Enciklopedija helenskog svijeta: Mala Azija

| Prethodnik: | Trapezuntski car | Nasljednik:   |
| Ivan II.    | Trapezuntski car | Andronik III. |